# هنري يوهانسون
هنري يوهانسون (بالسويدية: Henry Johansson)‏ هو لاعب هوكي الجليد سويدي، ولد في 23 سبتمبر 1897 في سودرتاليا في السويد، وتوفي بنفس المكان في 28 مايو 1979.

## وصلات خارجية
- هنري يوهانسون على موقع EliteProspects.com (الإنجليزية)
- هنري يوهانسون على موقع Eurohockey.com (الإنجليزية)
- هنري يوهانسون على موقع أوليمبيديا (الإنجليزية)
- هنري يوهانسون على موقع اللجنة الأولمبية السويدية (السويدية)